# Malapterurus
Malapterurus es un género de peces gato eléctricos de agua dulce de la familia de los Malapteruridae. Se distribuyen por los ríos y lagos de África.

## Especies
Se reconocen 18 especies dentro del género:
- Malapterurus barbatus Norris, 2002
- Malapterurus beninensis Murray, 1855
- Malapterurus cavalliensis Roberts, 2000
- Malapterurus electricus (Gmelin, 1789)
- Malapterurus leonensis Roberts, 2000
- Malapterurus melanochir Norris, 2002
- Malapterurus microstoma Poll & Gosse, 1969
- Malapterurus minjiriya Sagua, 1987
- Malapterurus monsembeensis Roberts, 2000
- Malapterurus occidentalis Norris, 2002
- Malapterurus oguensis Sauvage, 1879
- Malapterurus punctatus Norris, 2002
- Malapterurus shirensis Roberts, 2000
- Malapterurus stiassnyae Norris, 2002
- Malapterurus tanganyikaensis Roberts, 2000
- Malapterurus tanoensis Roberts, 2000
- Malapterurus teugelsi Norris, 2002
- Malapterurus thysi Norris, 2002